# Ковтун Антон Миколайович
Антон Миколайович Ковтун — український військовослужбовець, старший сержант Національної гвардії України, учасник російсько-української війни. Кавалер ордена «За мужність» III ступеня (2022, посмертно). 

## Життєпис
Народився 4 листопада 1985 року. В 2018 році приєднався до лав ОЗСП «Азов».
Станом на 2022 рік командир 2-го відділення інженерно-саперного взводу інженерно-саперної роти ОЗСП «Азов».
Загинув 26.02.2022 — під час виконання бойового завдання отримав поранення, несумісні з життям.

## Військові звання
- молодший сержант.

## Нагороди
- орден «За мужність» III ступеня (28 лютого 2022, посмертно) — за особисту мужність і самовіддані дії, виявлені у захисті державного суверенітету та територіальної цілісності України, вірність військовій присязі[1].